# Erwin Finlay-Freundlich

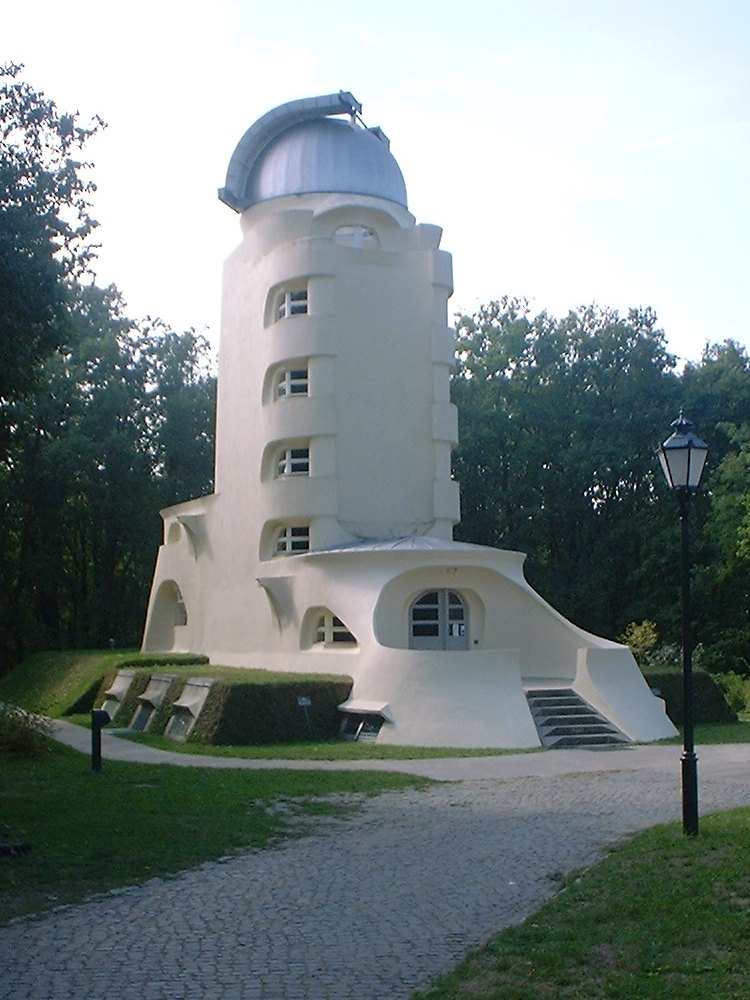
Einsteinova věž v Postupimi

Erwin Finlay-Freundlich (29. května 1885 – 24. července 1964) byl německý astronom, žák Felixe Kleina. Freundlich byl spolupracovníkem Alberta Einsteina, jako první navrhl experimenty, kterými by bylo možné testovat obecnou teorii relativity, konkrétně astronomické pozorování založené na gravitační rudém posuvu. Krátce učil i na Karlově univerzitě v Praze.[zdroj?]

## Život
Narodil se v Biebrichu v Německu jako syn továrníka Friedricha Philippa Ernsta Freundlicha a jeho manželky Elizabeth Finlaysonové. Měl šest sourozenců, všichni byli vychováni jako protestanti a to navzdory tomu, že jejich otec měl židovský původ. Jeho starší bratr byl Herbert Max Finlay Freundlich. Šest měsíců strávil prací v loděnicích ve Štětíně, což ho inspirovalo ke studiu stavby lodí na Charlottenburg Polytechnic v Berlíně. Nicméně školu opustil na podzim roku 1905, aby se mohl věnovat studiu matematiky a astronomie na univerzitě v Göttingenu. Zde studoval pod Felixem Kleinem a Karlem Schwarzschildem.
Po dokončení diplomové práce, kterou vedl Paul Koebe získal v roce 1910 doktorát a následně se stal asistentem na hvězdárně v Berlíně, kde začal spolupracovat s Einsteinem. Během expedice za zatměním Slunce na Krym v roce 1914, která měla ověřit obecnou teorii relativity, vypukla první světová válka a Freundlich byl internován v Rusku. Po válce se zapojil do vybudování sluneční observatoře v Postupimi, a byl ředitelem Einsteinova institutu. V roce 1933 po nástupu nacismu k moci byl Freundlich nucen opustit Německo, měl totiž židovskou babičku a jeho manželka byla židovka. Byl jmenován profesorem na univerzitě v Istanbulu, která byla reformována podle Kemala Atatürka s pomocí mnoha německých učenců. V letech 1937 až 1939 řídil astrofyzikální ústav na Přírodovědecké fakultě Německé univerzity v Praze.
Na doporučení Arthura Eddingtona odešel na univerzitu v St. Andrews ve Skotsku, kde přednášel astronomii od roku 1939. V roce 1941 byl zvolen členem Royal Society of Edinburgh. Jeho navrhovateli byli William Greaves, Alexander Aitken, Max Born a Robert Schlapp.
Roku 1951 se stal profesorem. Po odchodu do penze v roce 1959 se vrátil do svého rodného města Wiesbaden a byl jmenován profesorem na univerzitě v Mohuči. Freundlich zemřel ve Wiesbadenu v Německu 24. července 1964.

## Rodina
V roce 1913 se oženil s Kate Hirschbergovou.

## Úspěchy
Freundlich zkoumal vychýlení světelných paprsků procházejících v blízkosti Slunce. Navrhl experiment, uskutečnitelný během zatmění Slunce, k ověření platnosti Einsteinovy obecné teorie relativity. Freundlichovy experimenty měly ukázat, že je Newtonova teorie nesprávná. Vykonal neprůkazné testy předpovědí Einsteinovy teorie gravitace vyvolané rudým posuvem spektrálních čar ve Slunci pomocí solárních observatoří zkonstruovaných v Postupimi a Istanbulu.
V roce 1953 navrhl s Maxem Bornem alternativní vysvětlení rudého posuvu pozorovaného u vzdálených galaxiích pomocí modelu unaveného světla.

## Publikace
- Die Grundlagen der Einsteinschen Gravitationstheorie. Mit e. Vorw. von Albert Einstein. – Berlin : Springer, 1916. – 64 S. ; 8
- Über die Rotverschiebung der Spektrallinien with Max Born (1953)
- Theoretische Bemerkungen zu Freundlichs Formel für die stellare Rotverschiebung (1953)
- Cosmology (1971)